# Joe Orton
John Kingsley Orton (Leicester, 1933. január 1. – 1967. augusztus 9.) angol drámaíró.

## Élete
Orton munkásosztálybeli családban született. Apja kertészként dolgozott, anyjának cipőgyárban volt állása. Miután asztmás rohama miatt megbukott egy iskolai vizsgán, irodai alkalmazottként helyezkedett el. 16 éves kora körül kezdett színjátszással foglalkozni, több amatőr társulatnak is tagja volt. 1950-ben elnyerte a Royal Academy of Dramatic Art ösztöndíját, és Londonba költözött.
Itt ismerkedett meg a nála 11 évvel idősebb Kenneth Halliwell-lel, akivel nem sokkal később összeköltözött. Kettőjük között szoros, szerelmi kapcsolat alakult ki. Az iskola egyikőjüknek sem ment túl jól: Orton ugyan diplomát szerzett, ám  Halliwellnek ez sem sikerült. Az iskola befejezése után mindketten színházhoz kerültek dolgozni, de figyelmük egyre inkább az írásra terelődött. Mivel Halliwell rendelkezett egy kisebb örökséggel, teljesen rendszertelenül dolgoztak.
Komolytalanságukra jellemző, hogy Orton és Halliwell rendszeresen lopott könyveket a helyi közkönyvtárból, majd a borítót megváltoztatva (gyakran obszcén képekkel díszítve) visszajuttatták azokat a könyvtárba. 1962-ben lebuktak, hat hónap börtönre és 262 font kártérítésre ítélték őket.  Ma az általuk „tönkretett” könyvek az Islingtoni Könyvtár legértékesebb darabjainak számítanak.
Orton a hatvanas évek elején kezdett drámákat írni, 1963-ban a BBC két művét is megvásárolta, amelyből rádiójáték készült. Orton a sikeren fellelkesedve elkezdte magából ontani a színdarabokat: három év alatt hét darabját mutatták be színházban vagy televízióban.
1967-ben Halliwell egy kalapáccsal meggyilkolta Ortont, majd magával is végzett. A korabeli sajtóhírek szerint Halliwell egyre féltékenyebb lett Orton drámaírói sikerére, aki ráadásul azt fontolgatta, hogy elhagyja őt. Az antidepresszánsokon és barbiturát-származékokon élő Halliwell egy búcsúlevelet hagyott hátra, amelyben azt írta: Orton naplóját olvasva mindenkinek egyértelmű lesz a motiváció. A naplót azóta kiadták, de további részletek nem derültek ki belőle.

## Művei

### Drámák
- Up Against It
- Amit a lakáj látott (What the Butler Saw) (bemutató: 1969)
- Funeral Games (bemutató: 1968)
- The Good and Faithful Servant (bemutató: 1967)
- The Erpingham Camp (bemutató: 1966)
- Szajré (Loot) (bemutató: 1965)
- Csak mint otthon… (Entertaining Mr. Sloane) (bemutató: 1964)
- The Ruffian on the Stair (bemutató: 1964)
- Fred and Madge és The Visitors (első megjelenés: 2001)

### Regények
- 2001 : Lord Cucumber és The Boy Hairdresser (társszerző: Halliwell)
- 2001 : Between Us Girls
- 1971 : Head to Toe'

## Emlékezete
- 1987-ben Stephen Frears rendező életrajzi jellegű játékfilmet forgatott Orton tragédiájáról Hegyezd a füled! (Prick Up Your Ears) címmel. Ortont Gary Oldman, Halliwellt Alfred Molina alakította, a női főszerepben Vanessa Redgrave-vel.[2] (E film egyik kis rendőr-szerepében debütált a 27 éves Neil Dudgeon, aki 2011-től a Kisvárosi gyilkosságok krimisorozat főszereplőjét, John Barnaby rendőr-főfelügyelőt alakítja.)

## Külső hivatkozások
- Joe Orton a PORT.hu-n (magyarul)
- Joe Orton Online: Joe Orton hivatalos oldala